# Bogdan Olteanu
Bogdan Olteanu (n. 29 octombrie 1971, București) este un politician și avocat român, de origine etnică evreiască, fost viceguvernator al BNR, fost deputat de București și fost membru al Partidului Național Liberal. A deținut funcția de președinte al Camerei Deputaților din Parlamentul României între 2006 și 2008. De asemenea, în perioada decembrie 2004-martie 2006, el a fost ministru delegat pentru relația cu Parlamentul în Guvernul Tăriceanu. În ziua de 29 octombrie 2020, Bogdan Olteanu a fost condamnat la cinci ani de pușcărie pentru trafic de influență și însușire de venituri necuvenite.

## Biografie
Bogdan Olteanu s-a născut la data de 29 octombrie 1971 în orașul București, într-o familie cu opțiuni politice opuse: bunicul și străbunicul patern au făcut închisoare  pe vremea comunismului ca " elemente periculoase burghezo-moșierești", în  timp ce bunicii materni au făcut închisoare pe vremea Regelui ca "elemente comuniste periculoase". Tatăl său, ing. Dănuț Florin Olteanu, a fost secretar de partid la Institutul de Cercetări pentru Componente Electronice (ICCE - denumit ulterior și CCSIT-CE) înainte de Revoluție și director general la Tehnofina SA din București (după 1989).  Mama sa, Ecaterina, de profesie tot inginer,  era fiica cominternistei Ghizela Vass, care s-a născut dintr-o familie de origine evreiască din Basarabia, fost membru al Comitetului Central al PCR și adjunct al Secției de relații externe a partidului.
„Aș fi un ticălos să nu recunosc că am avut o viață mai ușoară decât cei mai mulți dintre români. Pentru mine a fost o șansă faptul că am avut, în vremurile acelea, măcar acces la informații de mai multe feluri. Probabil că, la începutul anilor '90, am avut relaxarea, liniștea materială care să îmi permită să nu încerc neapărat să îmi găsesc o slujbă sau o meserie cu care să plec din țară. (...) În ceea ce mă privește, eu mi-o asum ca bunică (pe Ghizela Vass) și îmi asum viața mea pentru mine. (...) Eu nu am crescut cu ideile ei, eu am avut o cu totul altă concepție și m-am dus de la bun început către liberalism.”—Bogdan Olteanu

## Studii
După absolvirea unui liceu cu profil de matematică-fizică, Bogdan Olteanu a devenit student la Facultatea de Automatică din cadrul Universității Politehnica din București, dar, după trei ani, din cauza activității de partid în care se implicase, a renunțat la cursuri și s-a înscris la Facultatea de Drept din cadrul Universității București, pe care a absolvit-o în anul 1997. Ulterior, în anul 2001, a obținut diploma de MBA după absolvirea cursurilor organizate de către Institutul Bancar Român & City University of Seatle. În același an, s-a înscris la cursurile de doctorat în filosofie la Universitatea Babeș-Bolyai din Cluj, dar a fost exmatriculat la 1 noiembrie 2004 din cauza absențelor prelungite de la cursuri.

## Activitatea politică și profesională
Înscris în PNL din 1991, Bogdan Olteanu a ajuns în prima linie a politicii cultivând strategic relația cu fostul președinte al liberalilor, Călin Popescu-Tăriceanu.
După absolvirea facultății, în anul 1997 a fost angajat pe postul de consilier al Ministrului de stat, Ministrul industriei și comerțului, Călin Popescu Tăriceanu. După ce a fost o scurtă perioadă și consilier RATMIL în anul 1998, el a început să profeseze avocatura în cadrul Cabinetului de Avocatură Bogdan Olteanu.
Înscris ca membru în Partidul Național Liberal în anul 1991, el a activat în cadrul tineretului liberal, ocupând funcțiile de secretar general al Organizației Studenților Liberali (1993-1996) și apoi de vicepreședinte (1996-1998) și președinte (1998-2000) al Tineretului Național Liberal.
Între anii 2001 și 2002 a fost membru supleant al Biroului Permanent Central al PNL. Începând cu anul 2002 ocupă funcția de președinte al Curții de Onoare și Arbitraj a Partidului Național Liberal.
Ca urmare a alegerilor parlamentare din noiembrie 2004, Bogdan Olteanu a fost ales deputat de București pe listele Alianței Dreptate și Adevăr. În calitate de deputat, el a fost membru în Comisia pentru cultură, arte și mijloace de informare în masă (până în septembrie 2006), deținând și funcția de președinte al acesteia până în februarie 2005, apoi membru în Comisia pentru cercetarea abuzurilor, corupției și pentru petiții (septembrie 2006 - februarie 2007) și în Comisia pentru apărare, ordine publică și siguranță națională (din februarie 2007).
Până în anul 2005, Bogdan Olteanu a deținut 50% din capitalul social al societății de consultanță Gorghiu & Asociații și a figurat ca asociat, alături de soția sa Cristina Andone, la firma SC Cristina Consulting SRL, societate înființată în anul 2002. Deține acțiuni la Banca Comercială Ion Țiriac. De asemenea, Bogdan Olteanu a figurat și ca membru în comisiile de privatizare a BCR și CEC.
La data de 7 octombrie 2009, Olteanu a fost numit viceguvernator al Băncii Naționale a României

## Președinte al Camerei Deputaților
La data de 29 decembrie 2004, Bogdan Olteanu a fost numit în funcția de ministru delegat pentru relația cu Parlamentul în Guvernul Tăriceanu. El a demisionat din această funcție la 19 martie 2006, invocând faptul că dorește să candideze la funcția de președinte al Camerei Deputaților din postura de simplu deputat, fără a beneficia de poziția de membru al Guvernului. "Nu doresc să existe nici un fel de implicare a poziției mele ministeriale într-o dezbatere și o decizie politică. Nu doresc să afectez în vreun fel poziția Parlamentului, fie și prin impresia unei imixtiuni a puterii executive într-o decizie ce ține de competența Legislativului", și-a motivat el scrisoarea de demisie.
După demisia lui Adrian Năstase de la șefia Camerei Deputaților, în urma suspiciunilor de corupție ce planau asupra sa, liberalul Bogdan Olteanu a fost propus de către Alianța PNL-PD pentru președinția Camerei Deputaților.
La data de 20 martie 2006, Bogdan Olteanu a fost ales în funcția de președinte al Camerei Deputaților din Parlamentul României, cu 196 de voturi din totalul de 306 deputați prezenți la vot. El a fost votat de către grupurile parlamentare PNL, PD, UDMR, PRM grupul minorităților naționale altele decât cea maghiară și a deputaților independenți. Astfel Bogdan Olteanu, în vârstă de 34 de ani, a devenit cel mai tânăr președinte al Camerei Deputaților.
Pentru funcția de președinte al Camerei inferioare a Parlamentului, au mai concurat Valer Dorneanu (PSD), fost președinte al Camerei Deputaților în legislatura 2000-2004, și conservatoarea Daniela Popa, ei obținând 88 și respectiv 22 din voturile exprimate.

## Viața privată
Bogdan Olteanu a fost căsătorit din anul 2003 cu Cristina Isabela Andone, care și-a păstrat numele și după căsătorie, și au împreună doi copii. Nașul de cununie al lui Olteanu a fost Călin Popescu Tăriceanu, viitorul președinte al PNL și prim-ministru al României.
În februarie 2009, Bogdan Olteanu a depus cerere de divorț la Judecătoria Sectorului 1, divorțul fiind pronunțat în 17 martie 2009.

## Trafic de influență
Ionuț Adrian Eftimie, un fost angajat al lui Sorin Ovidiu Vântu, l-a denunțat pe Bogdan Olteanu cum că ar fi primit un milion de euro de la Vântu pentru a influența decizia Guvernului României cu privire la numirea lui Liviu Mihaiu în funcția de guvernator al Deltei Dunării. Procurorii Direcției Naționale Anticorpție din România au susținut că au probe referitoarea la faptul că în perioada iulie - noiembrie 2008, pe vremea când Bogdan Olteanu era Președintele Camerei Deputaților, Olteanu ar fi solicitat și ar fi primit suma specificată ca sprijin electoral în servicii de marketing și consultanță.
Prin comunicatul DNA dat în ziua de 29 iulie 2016 ... banii au fost remiși de către omul de afaceri (Sorin Ovidiu Vântu, n.r.), printr-un intermediar la sediul unui partid politic. Conform aceluiași comunicat în urma ... diligențelor depuse de inculpatul Olteanu Bogdan, persoana respectivă a fost numită la data de 18 septembrie 2008 în funcția de guvernator al Deltei Dunării. Ca urmare Bogdan Olteanu a fost reținut de procurorii DNA în noaptea de joi 28 iulie 2016 pentru a fi audiat în dosarul care i s-a deschis cu privire la cumpărare de influență. În dosar mai este implicat și Călin Popescu Tăriceanu, care a negat orice acuzații.
Începând cu data de 18 octombrie 2016 Bogdan Olteanu este trimis în judecată de către procurorii DNA. El este acuzat de infracțiunea de trafic de influență. Bogdan Olteanu ar fi pretins și primit, de la un om de afaceri , 1.000.000 euro pentru a-și folosi influența spre numirea unui apropiat al omului de afaceri pe postul de guvernator al Deltei Dunării.
Ca urmare, fostul viceguvernator al BNR, Bogdan Olteanu, a fost condamnat definitiv la 5 ani de închisoare, chiar de ziua lui 29 octombrie 2020. Pedeapsa i-a fost redusă de Curtea de Apel Bucuresti, după ce în primă instanță primise 7 ani de inchisoare, Bogdan Olteanu s-a predat la poliție în aceeași zi și a intrat în detenție.
Curtea de Apel București a confirmat, joi 18 august 2022, decizia Tribunalului București privind suspendarea executării condamnării la cinci ani de închisoare în cazul lui Bogdan Olteanu, fost viceguvernator al BNR. Aceasta respinge, ca nefondată, contestația formulată de Parchetul de pe lângă Înalta Curte de Casație și Justiție – Direcția Națională Anticorupție împotriva încheierii de ședință din data de 08.07.2022, pronunțată de Tribunalul București în dosarul penal nr. 15635/3/2022/a1. În baza articolului 275 alineatul (3) al codului de procedura penala, cheltuielile judiciare avansate de stat rămân în sarcina acestuia. Această sentință e definitivă. 